# Hesperomiza
Hesperomiza là một chi bướm đêm thuộc họ Geometridae.